# Milotice nad Bečvou
Milotice nad Bečvou (en allemand : Milotitz an der Betschwa) est une commune du district de Přerov, dans la région d'Olomouc, en République tchèque. Sa population s'élevait à 294 habitants en 2020.

## Géographie
Milotice nad Bečvou est arrosée par la Bečva, un affluent de la Morava, et se trouve à 8 km à l'est-sud-est du centre de Hranice, à 30 km à l'est-nord-est de Přerov, à 43 km à l'est-sud-est d'Olomouc et à 252 km à l'est-sud-est de Prague.
La commune est limitée par Hustopeče nad Bečvou au nord et à l'est, par Kelč et Zámrsky au sud, et par Špičky à l'ouest.

## Histoire
La première mention écrite de la localité date de 1131.

## Transports
Par la route, Milotice nad Bečvou se trouve à 10 km de Lipník nad Bečvou, à 15,7 km de Přerov, à 38 km d'Olomouc et à 301 km de Prague.